# Perla de Segre
Perla de Segre és una empresa familiar fideuera catalana del sector alimentari.
Fundada l'any 1940 a la vila noguerenca de Ponts per Ignasi Garriga, actualment és l'única empresa de la demarcació de Lleida que fabrica pastes alimentàries. A més a més d'aquestes pastes, també produeix i comercialitza sèmola de blat, pa ratllat i farina. Aquests productes es poden trobar en botigues i supermercats d'arreu de Catalunya a la seva marca o com marca blanca de tercers.
Dirigida per David Garriga, el 2024 hi treballaven una desena de persones.